# Ельбрус (теплохід)
«Ельбрус» — двопалубний пасажирський річковий  теплохід типу «Москва» (проект р-51), призначений для транспортно-екскурсійних перевезень на місцевих лініях («річковий трамвай»). Був побудований в  1971 році Московським судоремонтним суднобудівним заводом (Росія, м Москва).
Пасажирський теплохід «Ельбрус» має одноярусну надбудову на головній  палубі. На даху надбудови знаходиться рульова рубка зі зміщеним в корму машинним відділенням. Первісна пасажиромісткість  теплохода 243 людини, масові перевезення допускалися при кількості 450 пасажирів.

## Історія
Теплохід «Ельбрус» був побудований в 1971 році в місті Москва і в тому ж році перенаправлений в Україну. Судно має будівельний номер 7 серед теплоходів типу «Москва» (побудований після «Москва-6» (нині теплохід «Олімпіада») і перед «Москва-7» («Аврора-1»)). Також це перший теплохід даного типу, спрямований в УРСР. За рішенням Річфлоту  України, судна, які вирушали в УРСР, отримували найменування  гір (від чого в простолюдді їх так і називали «гори»). Теплоходи «Москва» прийшли на зміну теплоходам проекту 544 «Москвич» (в народі називалися «мотиль» або «метелик») на маршрути внутрішніх міських і приміських ліній.
Після завершення будівництва теплохід своїм ходом відправився по річці Волга. Далі через Волго-Донський канал пройшов на Дон, і по річці спустився до  Ростова. Там був занурений на транспортний док, і далі через  Азовське і Чорне море «Ельбрус» відправився по  Дніпру. Теплохід спустили на воду в Херсоні, після чого він своїм ходом відправився в Київ.
З 1971 теплохід «Ельбрус» працював в Київському річковому порту, потім був переданий в Чернігівський річковий порт, де разом з іншим теплоходом типу «Москва» Казбек здійснював рейси для жителів і гостей міста Чернігова по річці Десна.
У зв'язку зі значним зменшенням кількості перевезень і припиненням рейсів в місті Чернігові, теплохід на тривалий час був виведений з експлуатації.
В  2000 році викуплений у власність київської Пароплавної компанії, яка провела капітальний ремонт корпусу, силової установки, систем теплохода. Зроблено дизайнерський ремонт салону. 

На сьогоднішній день в Києві проводяться прогулянки на теплоході Ельбрус по річці Дніпро. У літній сезон можливе орендування судна, разом з іншими теплоходами проекту «Москва» («Карпати», «Памір»). 

## Характеристика
Довжина: 38,2 м 

Ширина: 6,5 м 

Висота борту: 1,7 м 

Висота надводна з заваленої щоглою: 5,7 м 

Водотоннажність з пасажирами і повними запасами: 101,58 т 

Осадка середня при водотоннажності 101,58 т: 1,13 м 

Водотоннажність без пасажирів з повними запасами: 83,35 т 

Осадка середня при водотоннажності 83,35 т: 1,01 м 

Водотоннажність порожньому (доковий вага): 78,55 т 

Осадка середня при водотоннажності 78,55 т: 0,98 м 

Пасажиромісткість: 243 чол (може змінюватися в залежності від проведеної модернізації) 

Екіпаж (на вахті): 3 чол 

Швидкість з повними запасами на глибокій воді: 24 км / год 

Потужність ГД: 2х150 л. с. (2х110 кВт) 

Тип ГД: 3Д6Н-150 (6ЧНСП15 / 18) (.. На деяких судах при модернізації встановлені ГД типу ЯМЗ-238 (2х180 л с)) 

Проект Р-51: Москва-1 — Москва-39 (1969—1976 г) 
.